# Krukowski
Krukowski – odmiana herbu szlacheckiego Ślepowron.

## Opis herbu
W polu czerwonym, na złotej chorągwi kościelnej, o trzech polach z krzyżem w środku – kruk czarny z pierścieniem w dziobie.

## Najwcześniejsze wzmianki
(tu podaj kiedy i w jakich dokumentach pojawił się ten herb)

## Herbowni
Krukowski